# Pieter Bout

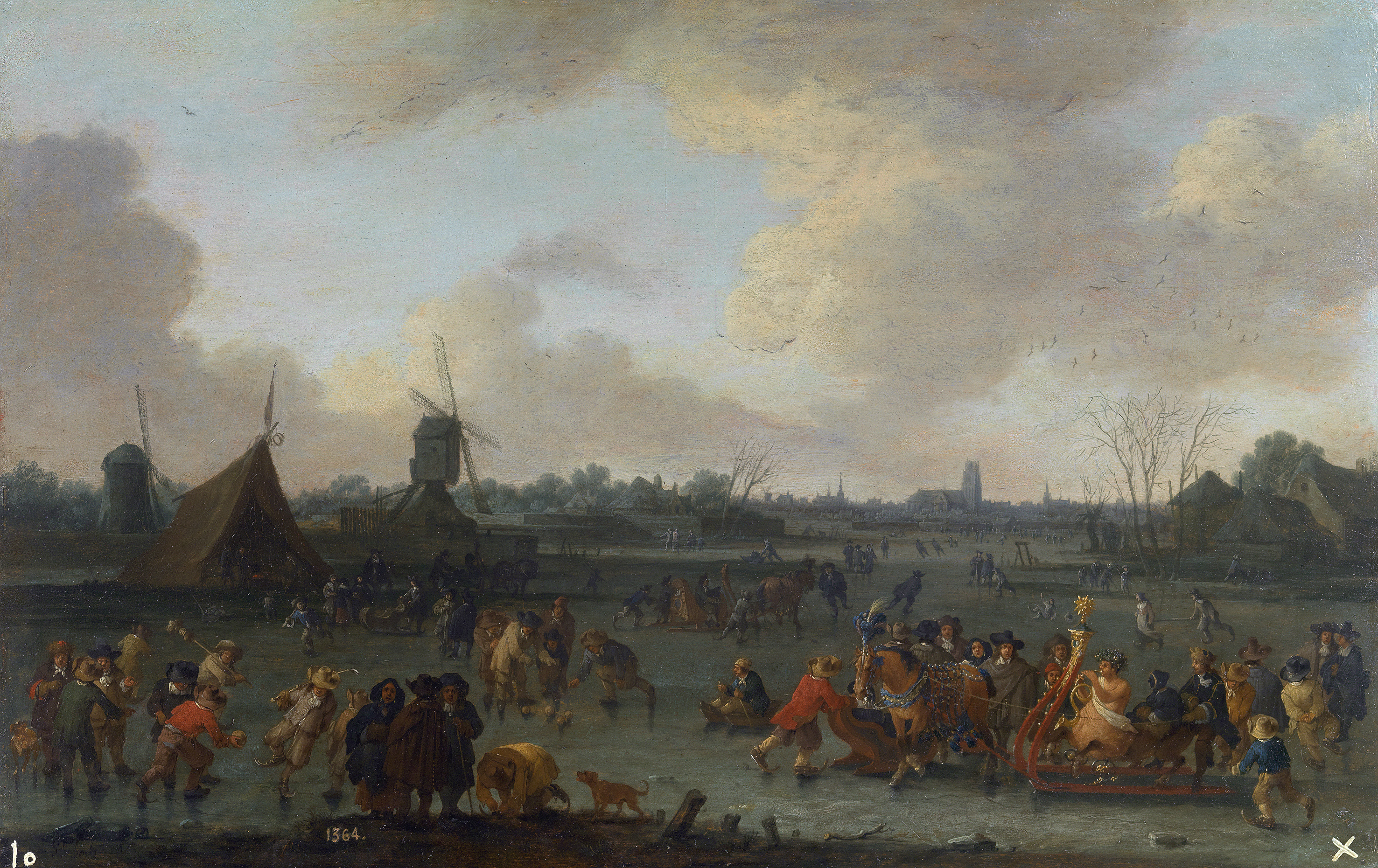
Los patinadores o Carnaval sobre hielo, óleo sobre tabla, 28 x 42 cm, Madrid, Museo del Prado.

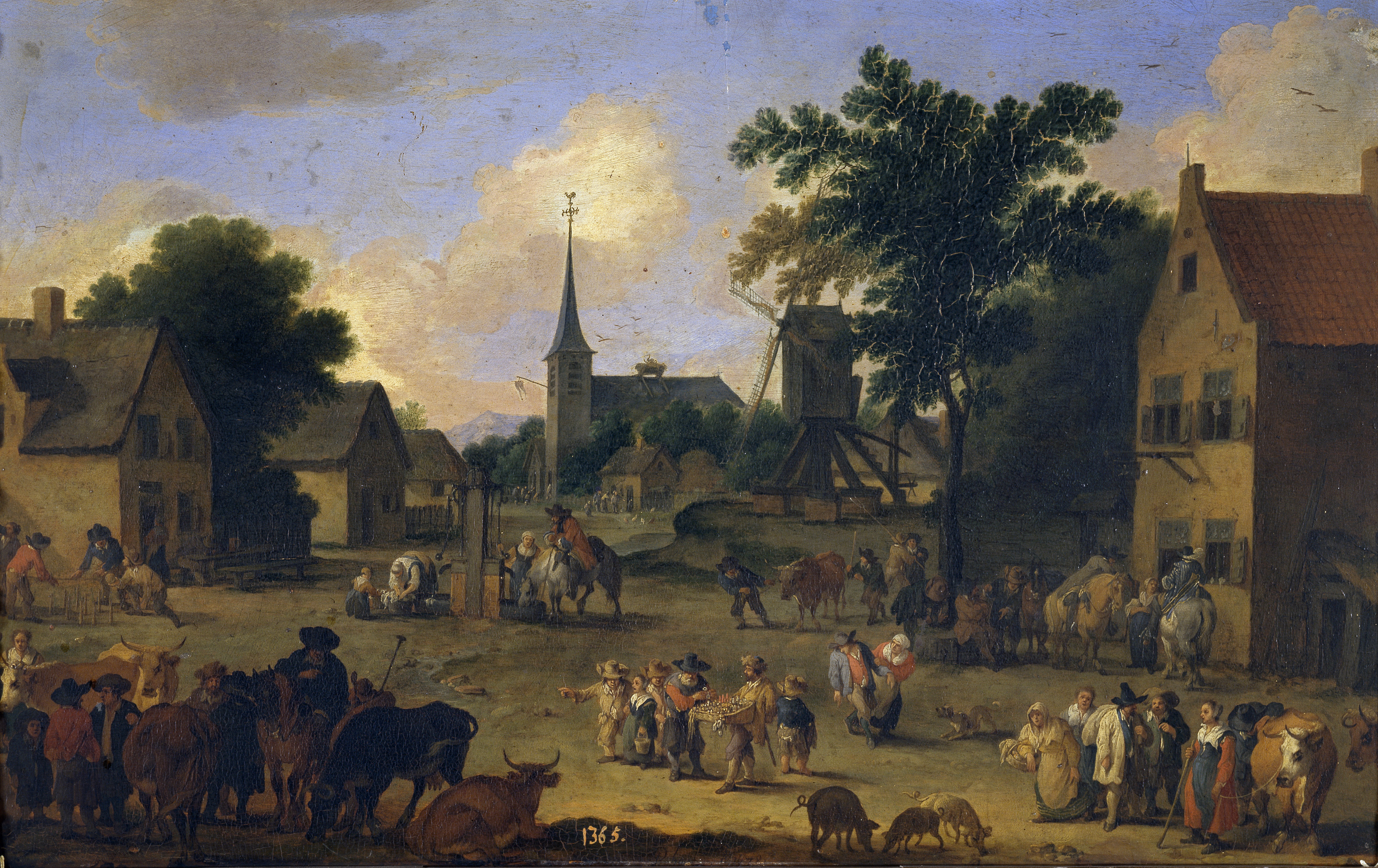
La plaza de la aldea, óleo sobre tabla, 27 x 43 cm, Madrid, Museo del Prado.

Pieter Bout (Bruselas, c. 1658-1719) fue un grabador y pintor barroco flamenco, especializado en la pintura de paisajes.
Las fechas de nacimiento y muerte se discuten dada la existencia de informaciones contradictorias que apuntan a la existencia de una pintura fechada en 1664, lo que no se ha podido verificar. También se desconoce todo lo relativo a su formación. Documentado en Bruselas en 1670-1671, cuando fue admitido como maestro en el gremio de pintores de San Lucas, marchó luego a París, donde ya se encontraban Adriaen Frans Baudewijns y otros pintores flamencos. En 1677 se encontraba de nuevo en Bruselas donde contrajo matrimonio en 1695 y se estableció definitivamente, RKD aunque se ha especulado con la posibilidad de un viaje a Roma no confirmado. 
Sus paisajes más característicos, habitualmente de pequeño tamaño, se inscriben en la tradición paisajística de Jan Brueghel de Velours y consisten en amplias vistas de aldeas y ciudades animadas por multitud de pequeñas figuras formando escenas populares, con un minucioso análisis de la naturaleza y un tratamiento preciso de la luz. Dos pequeños paisajes del Museo del Prado, Carnaval sobre hielo y La plaza de la aldea, firmados y fechados en 1678, pueden ejemplificar los motivos pintorescos que protagonizan sus paisajes, destacados en las descripciones de los antiguos inventarios, que se referían a ellos como Los patinadores, donde «unos los corren en trineos, otros a pie», en tanto otros juegan a las bochas o a los bolos entre animales y modestas viviendas, o bien con el lejano perfil de una ciudad nórdica. Su habilidad para componer escenas podría explicar la colaboración frecuente con otros maestros como Adriaen Frans Baudewijns, Jacques d'Arthois o Ignatius van der Stock, entre otros, a quienes en ocasiones pintó las figuras de sus obras. 